# Kirche Stelzen

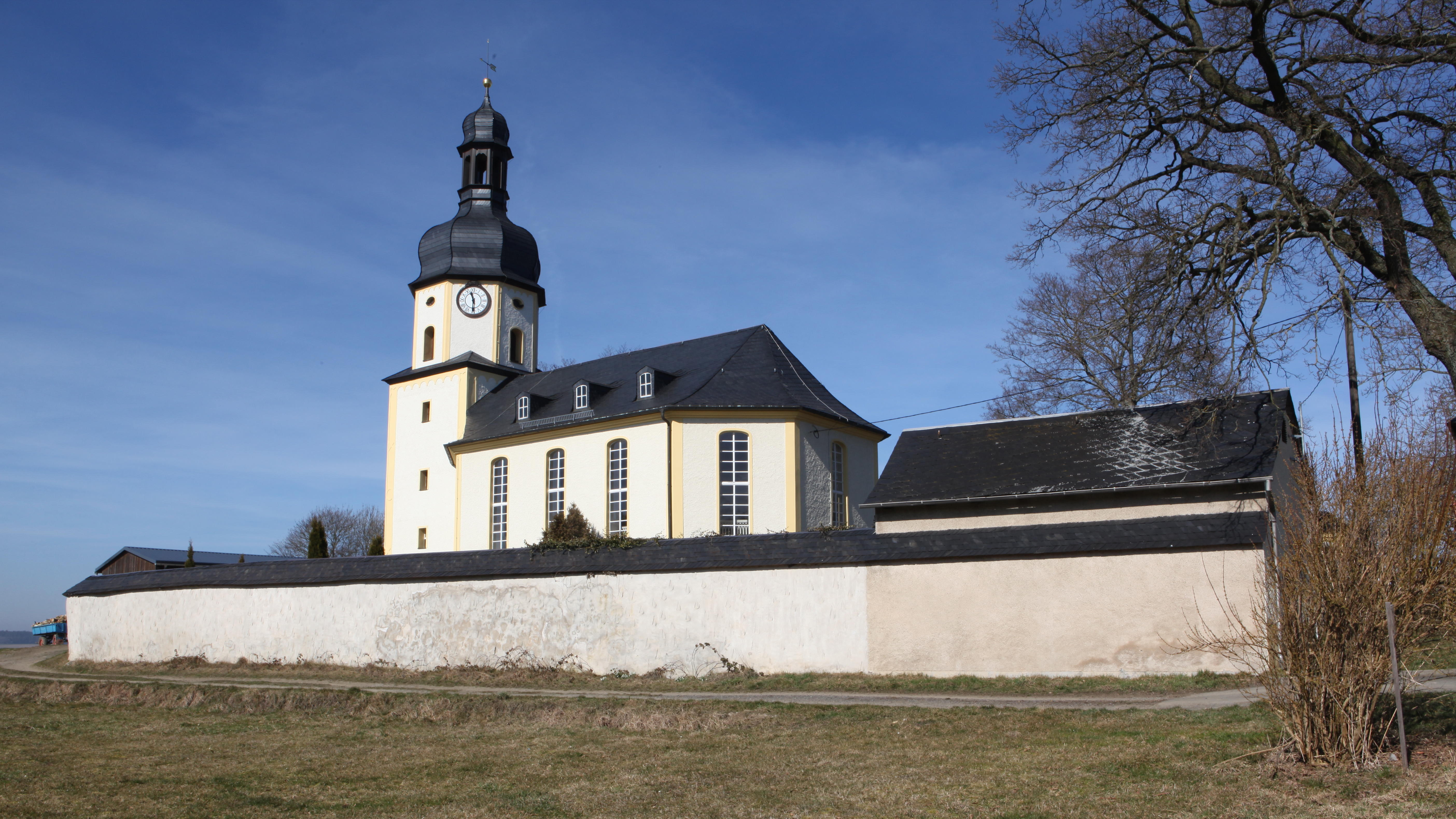
Evangelische Kirche Stelzen

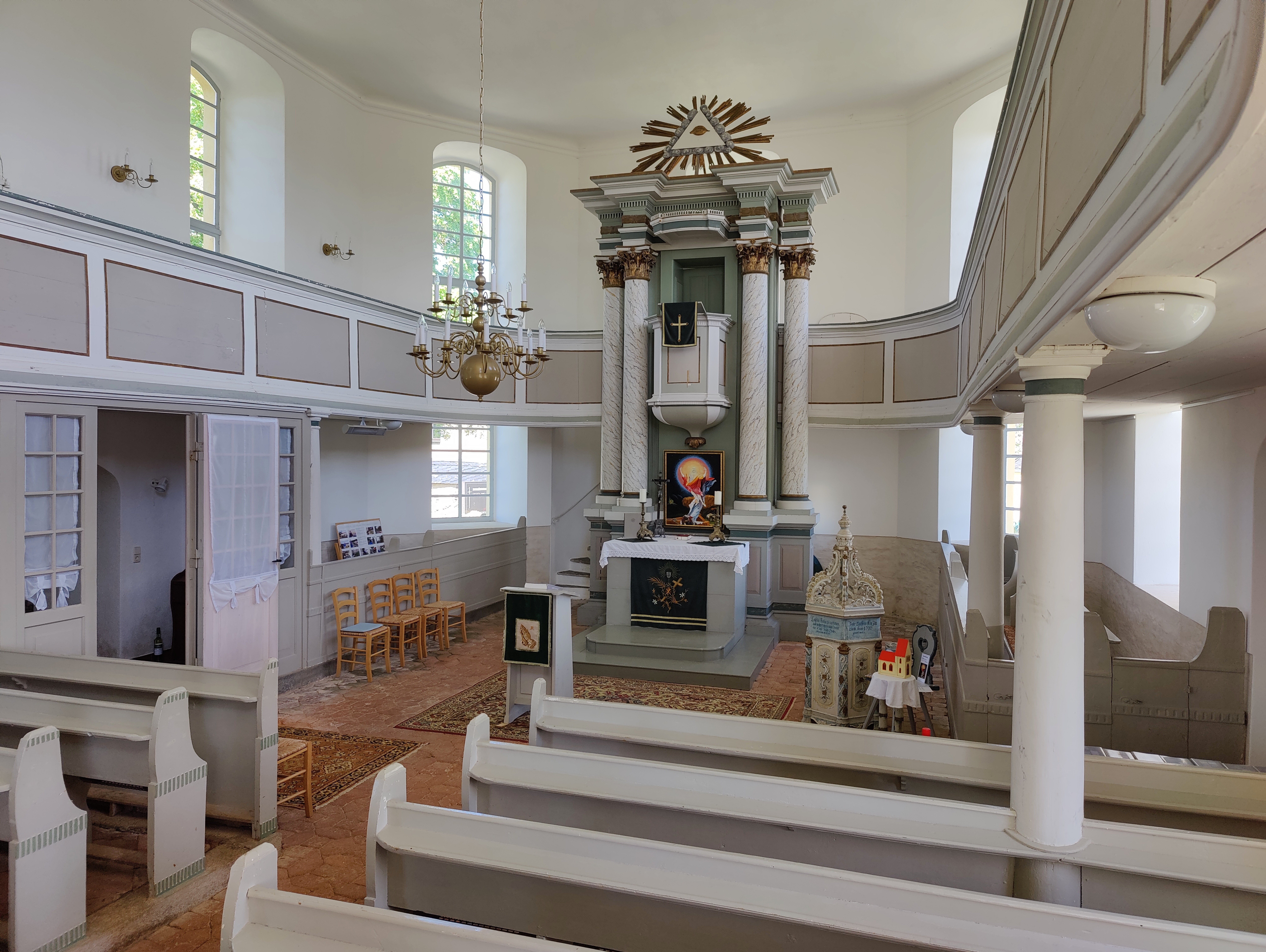
Innenraum, Blick zum Kanzelaltar (2022)

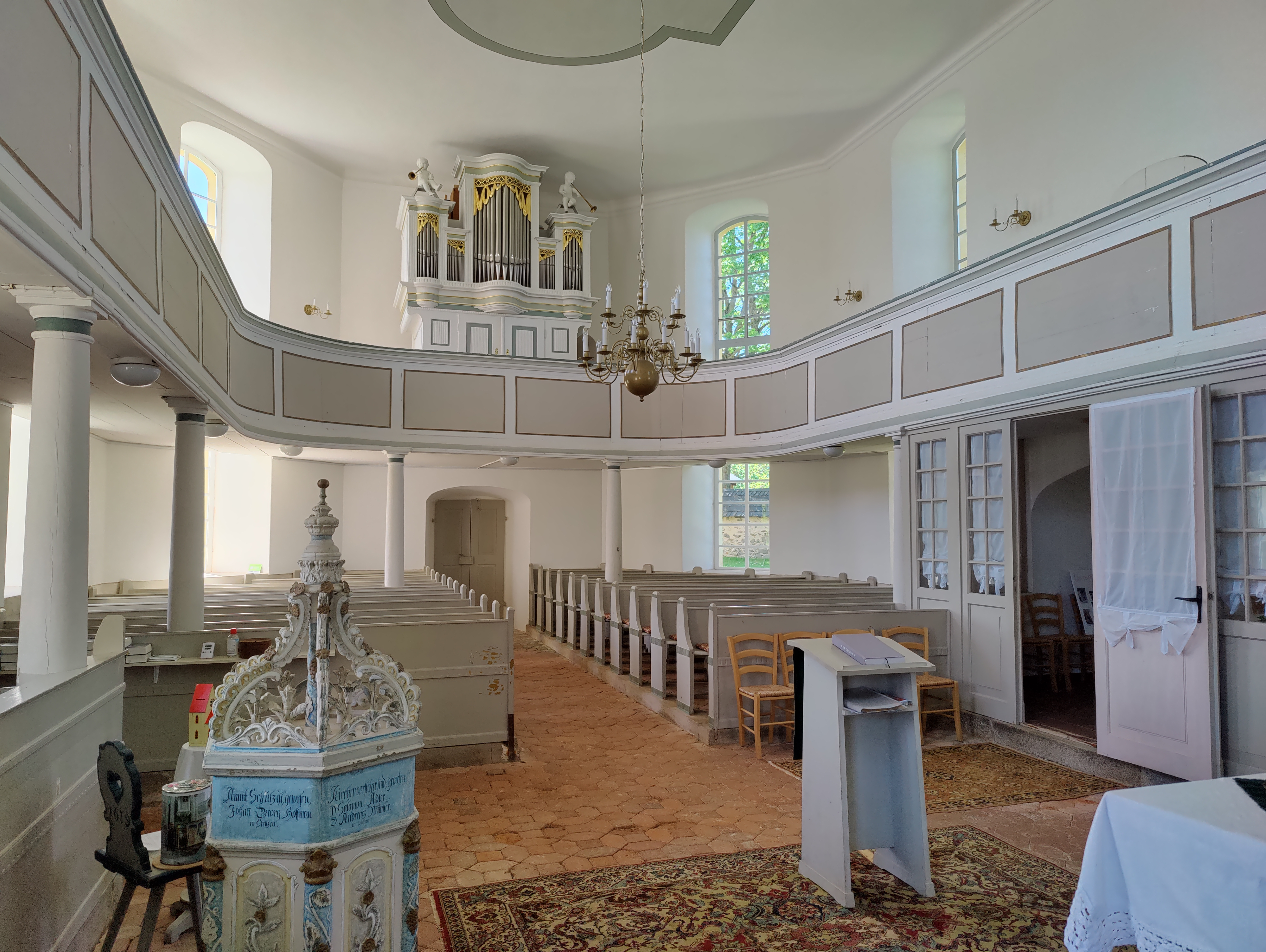
Blick zur Orgel

Die Dorfkirche steht im Ortsteil Stelzen der Stadt Tanna im Saale-Orla-Kreis in Thüringen.

## Geschichte
Das Gotteshaus wurde an der Stelle einer Vorgängerkirche in den Jahren 1803–1806 als achteckige Saalkirche mit Ecklisenen, Turm und Haube erbaut. Die gut erhaltene Friedhofsmauer und der Taufständer aus dem Jahre 1796 stammen aus der Vorgängerkirche.
Zwischen 1994 und 1996 erfolgte eine Schwammsanierung des Kirchenschiffes sowie die Neudeckung der Friedhofsmauer mit Schiefer. Die Turmuhr schlägt wieder und der Turm wurde innen saniert. Die Fassade ist schadhaft.

## Ausstattung
Die umlaufende Empore mit schichten Brüstungsfeldern umfasst an der Ostseite den Kanzelaltar zwischen vier Säulen mit korinthischen Kapitellen, der Kanzelkorb ist mit Schalldeckel und dem Symbol der Heiligen Dreifaltigkeit im Dreieck mit Strahlenkranz ausgestattet.
Die Orgel auf der Empore wurde 1807–1809 von den Gebrüdern Heidenreich aus Hof erbaut. Nach zwischenzeitlichen Veränderungen erfolgte die letzte Restaurierung 2020. 10 Register verteilen sich nun auf ein Manual und Pedal.